# Porta dei Paesi Catalani
La Porta dei Paesi catalani (in catalano Porta dels Països Catalans, in francese Porte des Pays catalans, in spagnolo Puerta de los Países Catalanes)  è un'architettura di Emili Armengol, che segna l'inizio dei Paesi catalani a Salses-le-Château (Salses in catalano), nel Pirenei Orientali (Linguadoca-Rossiglione) in Francia.
Progettata nel 1983, venne inaugurata domenica 28 settembre 2003, dopo 20 anni dal progetto, poco a nord di Salses-le-Château. La sua concezione e la sua costruzione fu opera dell'Unione per la Regione Catalana.
Guardandola dall'alto ricorda un falcetto, alludendo chiaramente all'inno catalano Els segadors (I mietitori).

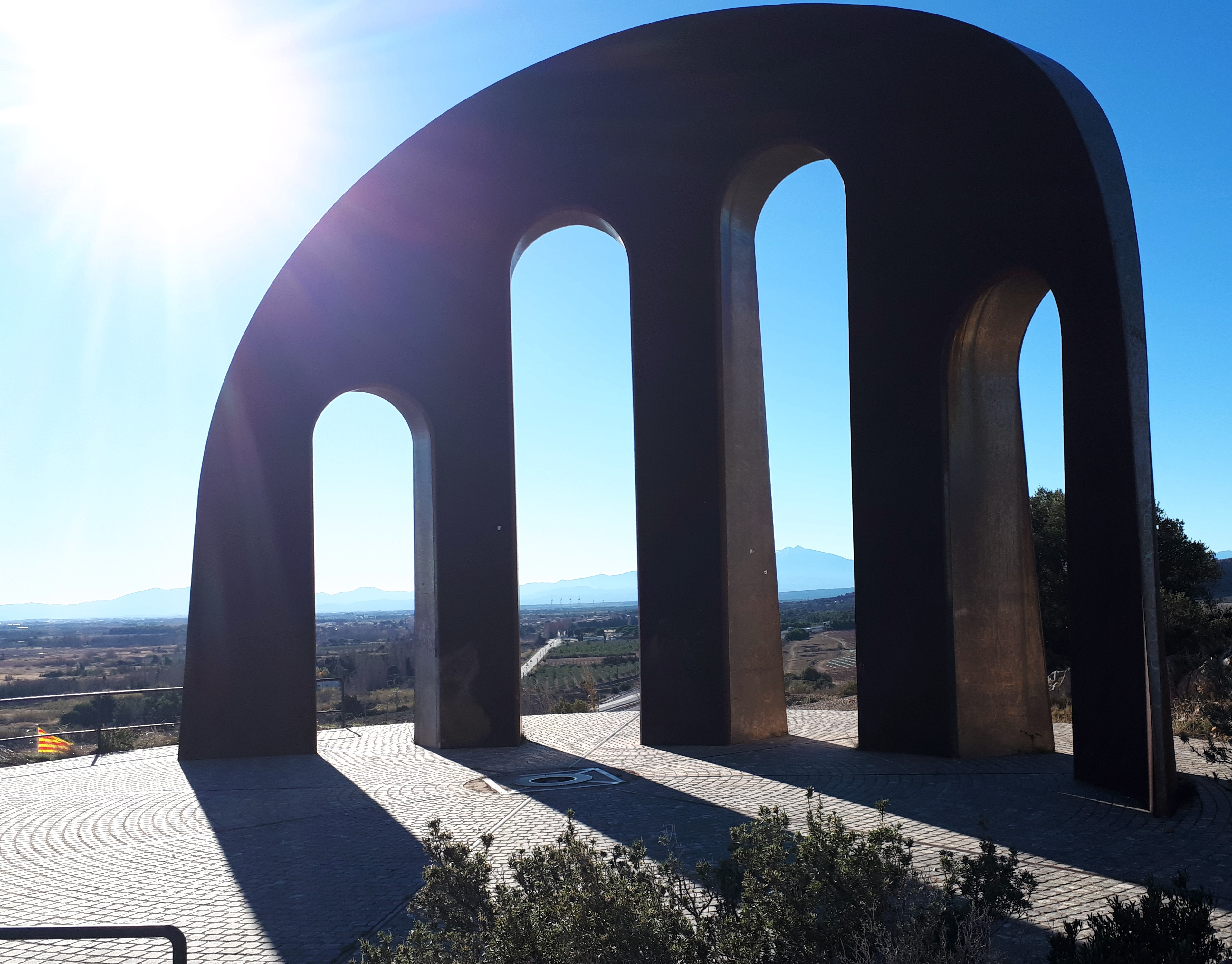
Porta dei Paesi catalani